# Werner Biedermann (Regisseur)

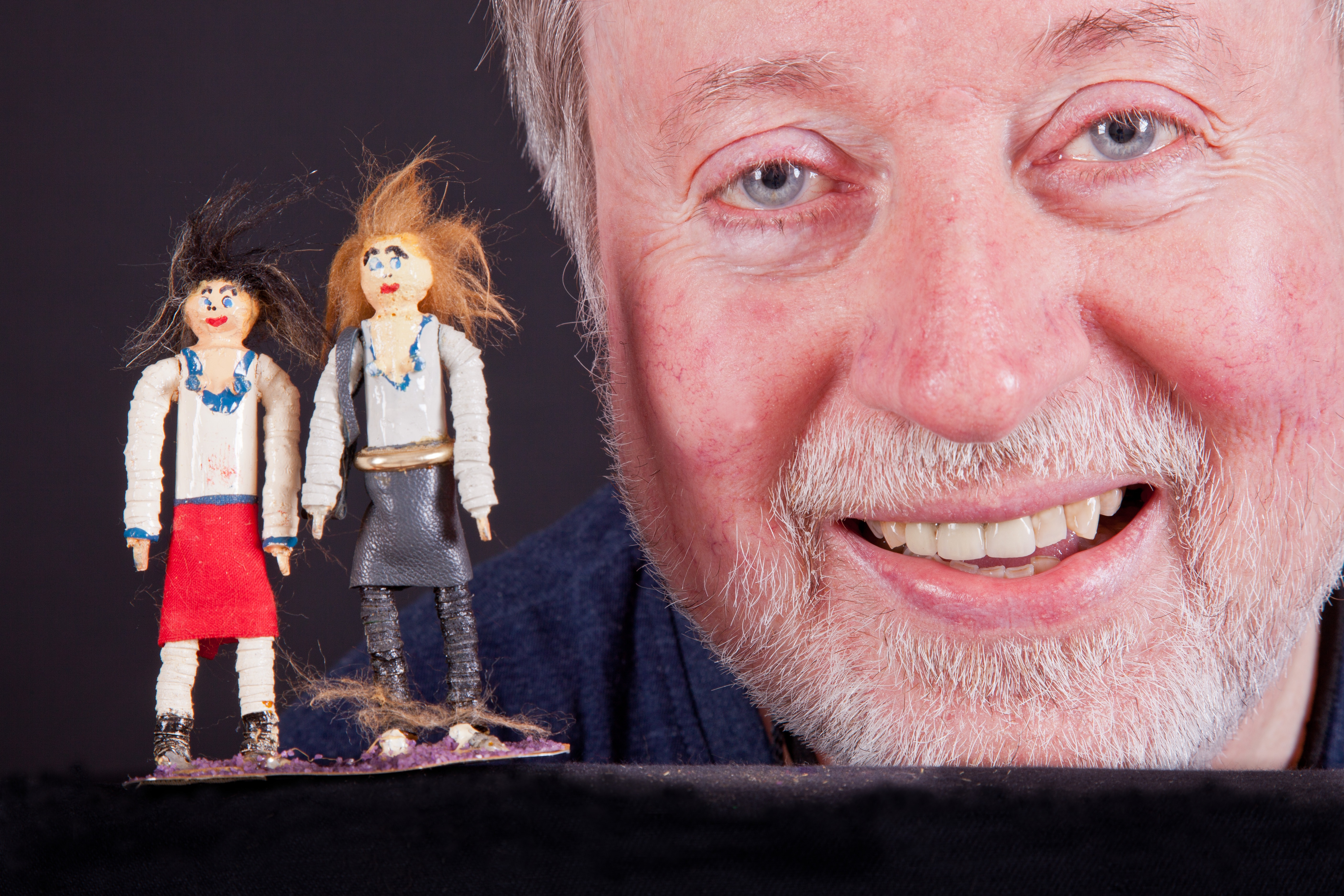
Werner Biedermann, Regisseur

Werner Biedermann (* 9. Mai 1953 in Essen) ist ein deutscher Autor und Regisseur.

## Leben
Nach einem Design-Studium (Visuelle Kommunikation und Industrie-Design) mit dem Abschluss Diplom-Designer an der Folkwang-Hochschule/Universität Essen arbeitete er 1978/79 als stellvertretender Leiter des Münchner Filmmuseums. Danach leitete er Filmseminare und Workshops für das Deutsch-Französische Jugendwerk, das Goethe-Institut, verschiedene Volkshochschulen und hatte Lehraufträge an der Westfälischen Wilhelmsuniversität Münster und der Universität Essen/GHS. Von 1985 bis 2001 war er Studienleiter des Fachbereichs Kulturelle Bildung der Volkshochschule Essen und Leiter des Kommunalen Kinos Essen. Daneben schrieb er Artikel für die Tageszeitungen WAZ, NRZ, für Filmfachzeitschriften und ist Autor von belletristischen und Filmfachbüchern.
Seit 1979 entstanden unter der Regie von Werner Biedermann Kurz- und Langfilme, die in kommerziellen und kommunalen Kinos sowie auf Festivals und in Goethe-Instituten gezeigt wurden, unter anderem der abendfüllende Dokumentarfilm „Der Lebens ganze Fülle oder Das goldene Zeitalter“ oder der Kurzfilm „Eggtime“. Werner Biedermann war zwei Amtszeiten lang im Vorstand des Filmbüros NW e. V. und lebt in Essen.

## Publikationen
- 1979: Lotte Reiniger – Eine Filmobiographie in Silhouettenfilm und Schattentheater, München 1979, ISBN 3-87490-532-2.
- 1980: Dazwischen-In Maximen und Aphorismen gebettet Gedichte, Essen 1980.
- 1981: Bilder aus der Wirklichkeit – Aufsätze zum dokumentarischen Film zusammen mit Angela Haardt, Duisburg 1981.
- 1981: Mit freundlichen Grüßen, Ihr Biedermann, Gelsenkirchen 1981, ISBN 3-922538-28-2.
- 1982: Das Penthouse in Babylon, Essen 1982.
- 1983: Hochachtungsvoll, Ihr Biedermann, Essen 1983, ISBN 3-9801081-0-4.
- 1984: Kino- und Filmarbeit an der Volkshochschule, zusammen mit Peter Kürner, ISBN 3-88513-033-5.
- 1989: Das Kino ruft, mit Beiträgen von Peter Kürner und Wolfgang Ruf, ISBN 3-88379-502-X.
- 1989: Historische Definitionen oder Jedes Wort ist ein Vorurteil in Das Experimentalfilm-Handbuch, ISBN 3-88799-033-1.
- 1989: Kino der Sinnlichkeit, ISBN 3-88379-584-4.
- 1999: 50 Jahre Filmkultur in Essen zusammen mit Michaela Bach, Essen 1999.
- 2000: Zensiert, indiziert, diskutiert oder 'Eine Zensur findet gelegentlich statt' .
- 2001: Mahl halten – Essen und Trinken in neueren Filmen zusammen mit Johannes Horstmann, Schwerte 2001, ISBN 3-927382-43-4.
- 2004: Filme, Festivals und Cineasten, Schwerte 2004, ISBN 3-927382-48-5.
- 2005: Das Leben ist wie eine Schachtel Pralinen… - Filmosophische Zitate, ISBN 3-927382-51-5.
- 2007: Werbung für die Sinnlichkeit in Eros und Religion, ISBN 978-3-89472-480-1.
- 2009: Blick in die Filmgeschichte in Outer Space – Reisen in Gegenwelten, ISBN 978-3-89472-632-4.
- 2010: Das Katzenprotokoll – Aufzeichnung einer Annäherung, ISBN 978-3-00-029160-9, 80 Seiten.
- 2015: Film-Quiz, ISBN 978-3-89978-247-9, Grupello-Verlag, 103 Kärtchen.
- 2016: Mit Gefühlen ist das so eine Sache ..., ISBN 978-3-944427-16-4, Ketteler-Verlag, 120 Seiten.
- 2017: Frappierende Filme, ISBN 978-3-00-054160-5, Kinemathek im Ruhrgebiet, 90 Seiten.
- 2018: Mit an Sinnlichkeit grenzender Wahrscheinlichkeit – Werkkatalog, ISBN 978-3-00-059464-9, Kinemathek im Ruhrgebiet, 162 Seiten.
- 2020: Das Penthouse in Babylon, mit Beiträgen von Mariele Rupieper und Wolfgang Cziesla, ISBN 978-3-00-065744-3, Kinemathek im Ruhrgebiet, 112 Seiten.
- 2022: Damian Donatellos Diskretion, ISBN 978-3-00-071294-4, Kinemathek im Ruhrgebiet, 54 Seiten.
- 2023: ÜberICH oder Wie kommt der verrückte Hund aus der Pfanne, mit einem Vorwort von Prof. Dr. Frieder Nake und einer Nachbetrachtung des Facharztes für Neurologie, Psychiatrie & Psychotherapie, Gerhard Behl, ISBN 978-3-00-074361-0, Kinemathek im Ruhrgebiet, 88 Seiten.
- 2023: Die Passion des Patriarchen, ISBN 978-3-00-076162-1, Kinemathek im Ruhrgebiet, 52 Seiten.
- 2024: Salon Seidenfaden, mit einer Nachbetrachtung von Carsten Tritt, ISBN 978-3-00-077893-3, Filmhaus Essen, 56 Seiten.
- 2024: Nachbarn, mit einem Vorwort von Rolf-Michael Simon; ISBN 978-3-00-079308-0, Filmhaus Essen, 294 Seiten.

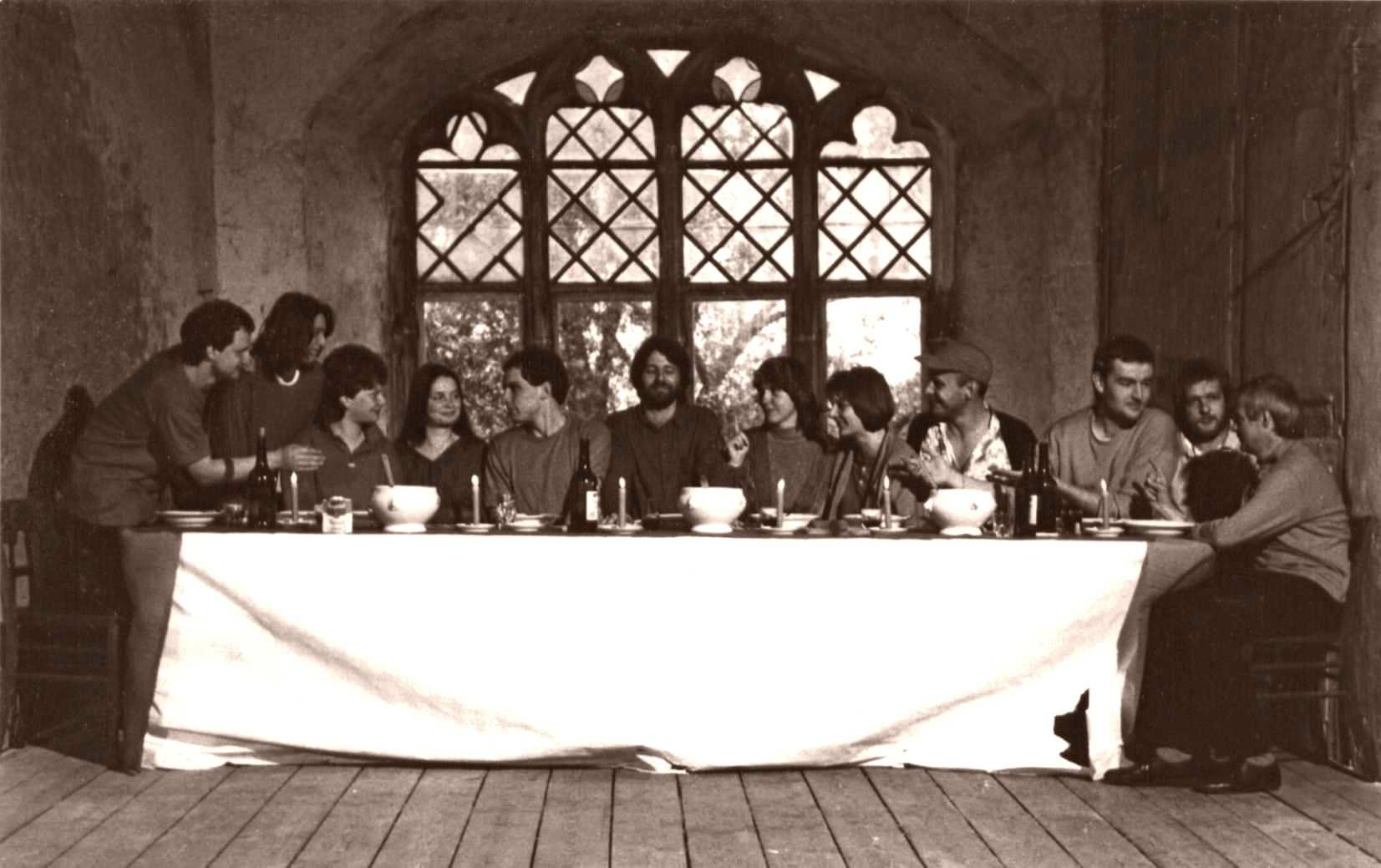
Szenenfoto aus dem Film „Mit an Sinnlichkeit grenzender Wahrscheinlichkeit“, 1989

## Filmografie (Auswahl)
Biedermann drehte zwischen 1979 und 2014 eine große Zahl von Filmen, sowohl Trick-, Kurzspiel- als auch Dokumentarfilme, mit einer Spieldauer zwischen 19 Sekunden und 100 Minuten.
- 1979/1980: Die gesellschaftliche Realität des Kindes in der Malerei, Dokumentarfilm, 45 Minuten
- 1979/1980: McLaren, Ruttmann und andere…, Experimentalfilm, 70 Minuten
- 1980/1981: Das ist Film – Kluge, Godard und andere…, Dokumentarfilm, 80 Minuten, mit Falk Lenhard, Alexander Kluge, Hans-Jürgen Syberberg, Hark Bohm, Christian Ziewer, Lotte Reiniger u. a.
- 1981: Des Lebens ganze Fülle oder Das Goldene Zeitalter, Dokumentarfilm, 90 Minuten
- 1981: Eggtime, Kurzfilmkomödie, 13 Minuten, FSK: ab 6 Jahre, Prädikat wertvoll der deutschen Filmbewertungsstelle (FbW), mit Heinz Geiger, Sabine Platte, Dagmar Assauer, Frank Döhmann, Vera Noll, Christoph Schlingensief u. a. Tobis-Filmkunst
- 1982: Wer immer strebend sich bemüht, Dokumentarfilm, 45 Minuten
- 1983: Der andere Hund – L'autre chien, Kurzspielfilm, 30 Minuten, FSK: ab 12 Jahre, Prädikat wertvoll der deutschen Filmbewertungsstelle (FbW), mit Alfred Edel, Christoph Schlingensief, Sabine Platte, Heinz Geiger, Werner Pütz, Winfried Saup, Melu Eude, Axel Bücheler, Peter Kürner u. a.
- 1983: Der Hut. Im Lichte neuester Forschung, Kurzspielfilm, 10 Minuten, FSK: ab 6 Jahre, Prädikat wertvoll der deutschen Filmbewertungsstelle (FbW), mit Christoph Schlingensief, Werner Possardt, Michael Lentz, Sabine Platte, Manfred Dammeyer, Wolfgang J. Ruf, René Zey, Reinald Schnell, Hanns-Peter Hüster, Melu Eude, Joachim Klinger, Marianne Menze, Andreas Schreitmüller u. a. atlas-film
- 1983: Yin Yang, Experimentalfilm, 10 Minuten, FSK: ohne Altersbegrenzung freigegeben, Prädikat wertvoll der deutschen Filmbewertungsstelle (FbW), mit In Sook u. a. Nominiert – auf Vorschlag der „Internationalen Filmwoche Mannheim“ – für den Bundesfilmpreis 1983. atlas-film
- 1985: Das deutsche Wohnzimmer, Kurzspielfilm, 10 Minuten, FSK: ab 6 Jahre, mit Alfred Edel, Andreas Kunze, Christoph Schlingensief, Horst Kasperowski u. a.
- 1985: Folkwang'85 – Festival der Künste, Dokumentarfilm, 15 Minuten, FSK: ohne Altersbegrenzung freigegeben, Prädikat wertvoll der deutschen Filmbewertungsstelle (FbW), mit Pina Bausch, Reinhild Hoffmann, Susanne Linke, Andreas Kunze u. a.
- 1989: Mit an Sinnlichkeit grenzender Wahrscheinlichkeit, Kurzspielfilm, 30 Minuten, mit Tom Alker, Michael Springer, Eva Schöttges, Manuela Bausch-Berger, Jutta Leyer, Gereon Unnebrink, Axel Bücheler u. a.

## Preise
- „Best Documentary Short Film“ für Etüde über die Zeit auf dem 35. Five Continents International Film Festival, Puerto la Cruz, Venezuela, 2020
- Preis für experimentelle Kunst Ruhr für Jamais-vu auf dem 24. Filmfestival "blicke", Bochum, 2016[1]
- Experimentalfilmpreis Ruhr für Die Metrik des Zufalls auf dem 20. Filmfestival „blicke“, Bochum, 2012[2]
- „Award for the Best Video Art 2010“ für Die Kinetik der Gefühle auf dem 12. International Festival of Film & Culture, Patras, Griechenland, 2010
- Dritter Preis für den Kurzfilm Die Poesie ist das Ritual bei den 2. Wilhelmshavener Maritimen Filmtagen, 1990
- Förderpreis für Junge Künstler des Landes NRW in der Kategorie Filmregie, 1984
- Stipendiat der Studienstiftung der Hoechst AG, 1977